# Lipovec (district de Chrudim)
Pour les articles homonymes, voir Lipovec.
Lipovec (en allemand : Lipowetz) est une commune du district de Chrudim, dans la région de Pardubice, en République tchèque. Sa population s'élevait à 241 habitants en 2022.

## Géographie
Lipovec se trouve à 4 km au nord-nord-est du centre de Ronov nad Doubravou, à 19 km à l'ouest-sud-ouest de Chrudim, à 22 km au sud-ouest de Pardubice et à 82 km à l'est-sud-est de Prague.
La commune est limitée par Podhořany u Ronova au nord, par Hošťalovice au nord-est, par Míčov-Sušice à l'est, par Žlebské Chvalovice et Bousov au sud, et par Vinaře et Bílé Podolí à l'ouest.

## Histoire
La première mention écrite de la localité date de 1401.

## Galerie

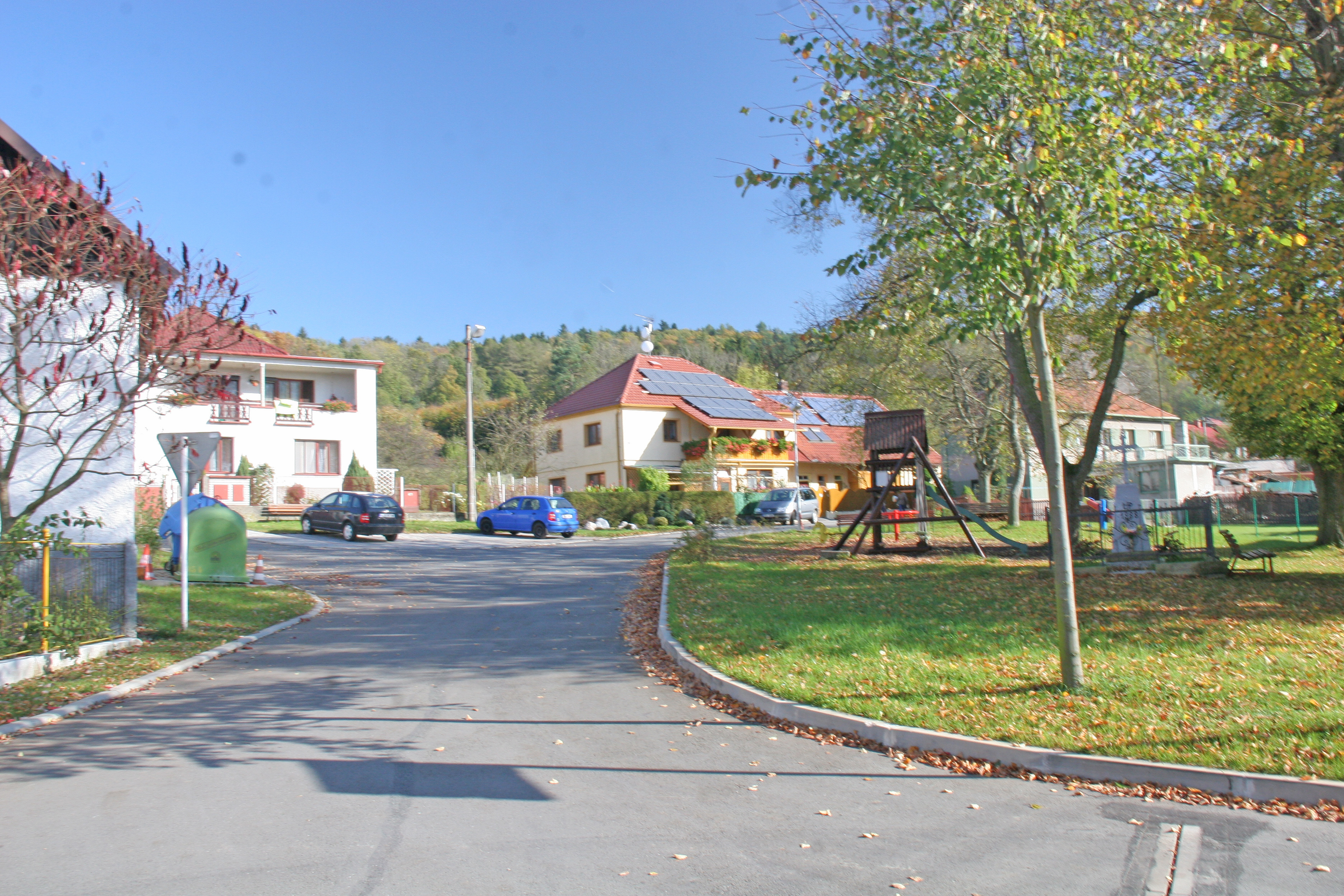
Centre de Licoměřice.
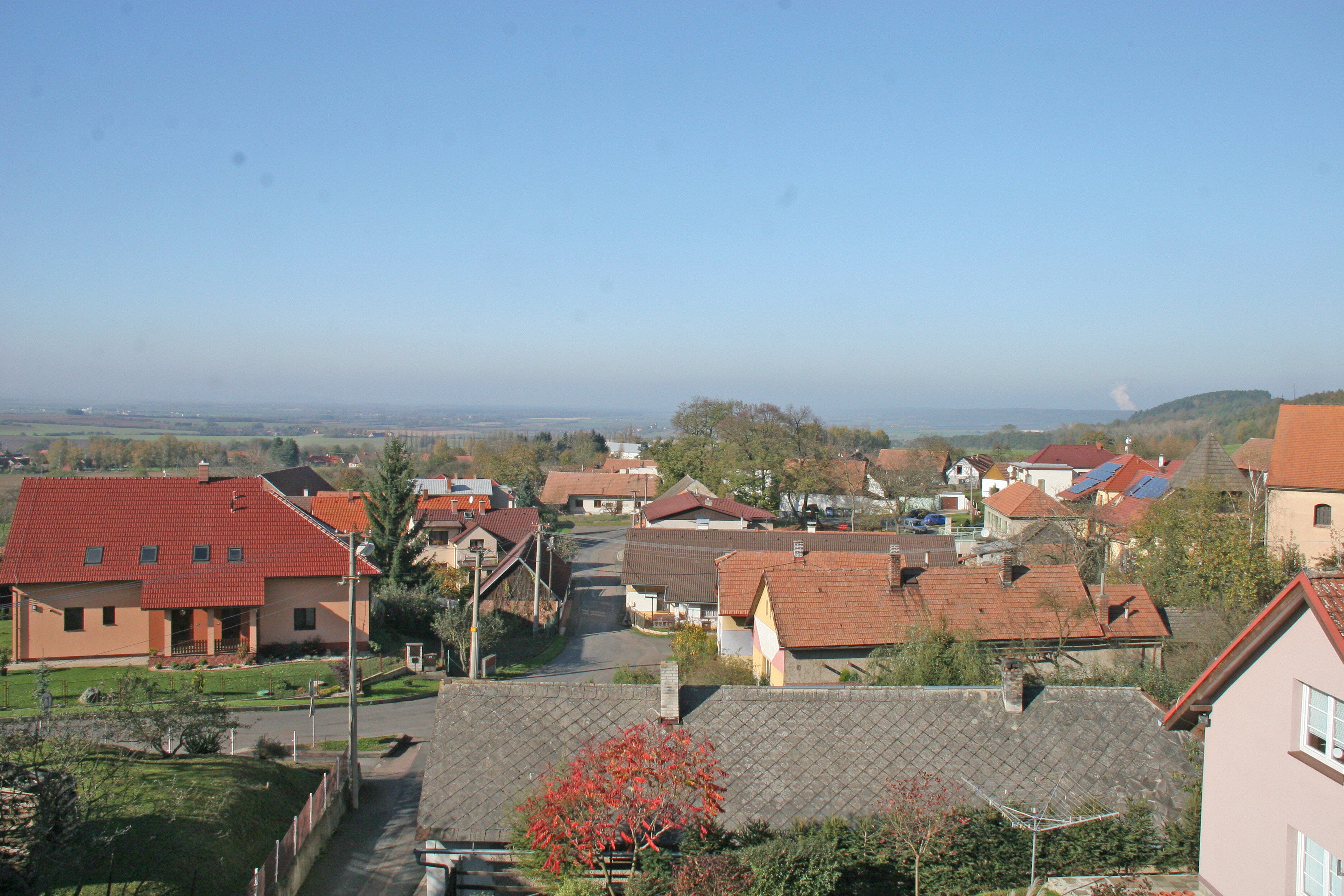
Vue générale.

## Transports
Par la route, Lipovec se trouve à 4 km de Ronov nad Doubravou, à 24 km de Čáslav, à 24 km de Chrudim, à 30 km de Pardubice et à 106 km de Prague. 